# Cosmophasis arborea
Cosmophasis arborea là một loài nhện trong họ Salticidae.
Loài này thuộc chi Cosmophasis. Cosmophasis arborea được Berry, Joseph A miêu tả năm 1997. Beatty & Jerzy Prószyński.